# Conferência Oeste (MLS)
A Conferência Oeste (em inglês: Western Conference) é uma das duas conferências da Major League Soccer, junto com a Conferência Leste. Desde 2023, a divisão das Conferências segue amplamente o caminho do Rio Mississippi, dos Grandes Lagos ao Golfo do México, com clubes a oeste do Rio na Conferência Oeste.

## Membros
| Time                   | Cidade            | Estádio                    |
| ---------------------- | ----------------- | -------------------------- |
| Austin FC              | Austin, TX        | Austin FC Stadium          |
| Colorado Rapids        | Commerce City, CO | Dick's Sporting Goods Park |
| FC Dallas              | Frisco, TX        | Toyota Stadium             |
| Houston Dynamo         | Houston, TX       | BBVA Compass Stadium       |
| LA Galaxy              | Carson, CA        | StubHub Center             |
| Los Angeles FC         | Los Angeles, CA   | Banc of California Stadium |
| Minnesota United FC    | Saint Paul, MN    | Allianz Field              |
| Portland Timbers       | Portland, OR      | Providence Park            |
| Real Salt Lake         | Sandy, UT         | Rio Tinto Stadium          |
| San Diego FC           | San Diego, CA     | Snapdragon Stadium         |
| San Jose Earthquakes   | San Jose, CA      | Earthquakes Stadium        |
| Seattle Sounders FC    | Seattle, WA       | CenturyLink Field          |
| Sporting Kansas City   | Kansas City, KS   | Children's Mercy Park      |
| St. Louis City SC      | St. Louis, MO     | Citypark                   |
| Vancouver Whitecaps FC | Vancouver, BC     | BC Place                   |

## Campeões das eliminatórias
Os campeões das eliminatórias são coroados no final com um troféu e são declarados campeões da Conferência, além de enfrentarem o campeão da Conferência Leste no jogo final decisivo da liga, a MLS Cup.
| Temporada | Campeão                                | Placar da final                        | Vice-campeão                           |
| --------- | -------------------------------------- | -------------------------------------- | -------------------------------------- |
| 1996      | LA Galaxy                              | 2 partidas a 0                         | Kansas City Wizards                    |
| 1997      | Colorado Rapids                        | 2 partidas a 0                         | Dallas Burn                            |
| 1998      | Chicago Fire                           | 2 partidas a 0                         | LA Galaxy                              |
| 1999      | LA Galaxy                              | 2 partidas a 1                         | Dallas Burn                            |
| 2000      | Não houve eliminatórias de Conferência | Não houve eliminatórias de Conferência | Não houve eliminatórias de Conferência |
| 2001      | Não houve eliminatórias de Conferência | Não houve eliminatórias de Conferência | Não houve eliminatórias de Conferência |
| 2002      | LA Galaxy                              | 6 pontos a 0                           | Colorado Rapids                        |
| 2003      | San Jose Earthquakes                   | 3–2 (pro)                              | Kansas City Wizards                    |
| 2004      | Kansas City Wizards                    | 2–0                                    | LA Galaxy                              |
| 2005      | LA Galaxy                              | 2–0                                    | Colorado Rapids                        |
| 2006      | Houston Dynamo                         | 3–1                                    | Colorado Rapids                        |
| 2007      | Houston Dynamo                         | 2–0                                    | Kansas City Wizards                    |
| 2008      | New York Red Bulls                     | 1–0                                    | Real Salt Lake                         |
| 2009      | LA Galaxy                              | 2–0 (pro)                              | Houston Dynamo                         |
| 2010      | FC Dallas                              | 3–0                                    | LA Galaxy                              |
| 2011      | LA Galaxy                              | 3–1                                    | Real Salt Lake                         |
| 2012      | LA Galaxy                              | 3–0; 1–2                               | Seattle Sounders                       |
| 2013      | Real Salt Lake                         | 4–2; 1–0                               | Portland Timbers                       |
| 2014      | LA Galaxy                              | 1–0; 1–2 (f)                           | Seattle Sounders                       |
| 2015      | Portland Timbers                       | 3–1; 2–2                               | FC Dallas                              |
| 2016      | Seattle Sounders                       | 2–1; 1–0                               | Colorado Rapids                        |
| 2017      | Seattle Sounders                       | 2–0; 3–0                               | Houston Dynamo                         |
| 2018      | Portland Timbers                       | 0–0; 3–2                               | Sporting Kansas City                   |
| 2019      | Seattle Sounders                       | 3–1                                    | Los Angeles FC                         |
| 2020      | Seattle Sounders                       | 3–2                                    | Minnesota United                       |
| 2021      | Portland Timbers                       | 2–0                                    | Real Salt Lake                         |
| 2022      | Los Angeles FC                         | 3–0                                    | Austin FC                              |
| 2023      | Los Angeles FC                         | 2–0                                    | Houston Dynamo                         |
| 2024      | LA Galaxy                              | 1–0                                    | Seattle Sounders                       |

### Títulos por clube
| Clube                | Títulos | Vices | Temporadas como campeão                              | Temporadas como vice-campeão |
| -------------------- | ------- | ----- | ---------------------------------------------------- | ---------------------------- |
| LA Galaxy            | 9       | 3     | 1996, 1999, 2002, 2005, 2009, 2011, 2012, 2014, 2024 | 1998, 2004, 2010             |
| Seattle Sounders     | 4       | 3     | 2016, 2017, 2019, 2020                               | 2012, 2014, 2024             |
| Portland Timbers     | 3       | 1     | 2015, 2018, 2021                                     | 2013                         |
| Houston Dynamo       | 2       | 3     | 2006, 2007                                           | 2009, 2017, 2023             |
| Los Angeles FC       | 2       | 1     | 2022, 2023                                           | 2019                         |
| Colorado Rapids      | 1       | 4     | 1997                                                 | 2002, 2005, 2006, 2016       |
| Sporting Kansas City | 1       | 4     | 2004                                                 | 1996, 2003, 2007, 2018       |
| FC Dallas            | 1       | 3     | 2010                                                 | 1997, 1999, 2015             |
| Real Salt Lake       | 1       | 2     | 2013                                                 | 2008, 2011                   |
| Chicago Fire ‡       | 1       | 0     | 1998                                                 | —                            |
| New York Red Bulls ‡ | 1       | 0     | 2008                                                 | —                            |
| San Jose Earthquakes | 1       | 0     | 2003                                                 | —                            |
| Minnesota United     | 0       | 1     | —                                                    | 2020                         |
| Austin FC            | 0       | 1     | —                                                    | 2022                         |

Legenda: ‡ – Não faz parte da Conferência Oeste; † – Não faz mais parte da liga

## Campeões da temporada regular
Nenhum troféu é concedido por liderar a classificação da conferência no final da temporada regular, a menos que o líder da temporada regular também ganhe o Supporters' Shield. O vencedor das eliminatórias da Conferência é considerado o campeão da Conferência.
| Temporada | Campeão              |
| --------- | -------------------- |
| 1996      | LA Galaxy            |
| 1997      | Kansas City Wizards  |
| 1998      | LA Galaxy            |
| 1999      | LA Galaxy            |
| 2000      | Kansas City Wizards  |
| 2001      | LA Galaxy            |
| 2002      | LA Galaxy            |
| 2003      | San Jose Earthquakes |
| 2004      | Kansas City Wizards  |
| 2005      | San Jose Earthquakes |
| 2006      | FC Dallas            |
| 2007      | Chivas USA           |
| 2008      | Houston Dynamo       |
| 2009      | LA Galaxy            |
| 2010      | LA Galaxy            |
| 2011      | LA Galaxy            |
| 2012      | San Jose Earthquakes |
| 2013      | Portland Timbers     |
| 2014      | Seattle Sounders     |
| 2015      | FC Dallas            |
| 2016      | FC Dallas            |
| 2017      | Portland Timbers     |
| 2018      | Sporting Kansas City |
| 2019      | Los Angeles FC       |
| 2020      | Sporting Kansas City |
| 2021      | Colorado Rapids      |
| 2022      | Los Angeles FC       |
| 2023      | St. Louis City SC    |
| 2024      | Los Angeles FC       |